# Oster (Blies)
Die Oster ist ein knapp 31 km langer, nordöstlicher und linksseitiger Zufluss der Blies im Pfälzer Bergland im nordöstlichen Teil des Saarlands.

## Geographie

### Verlauf
Die Oster entspringt im Naturpark Saar-Hunsrück, wenig westnordwestlich von Oberkirchen. Sie entfließt der Osterquelle, die südöstlich des Füsselbergs liegt und nordwestlich des Mittelbergs, der Nordausläufer des Weiselbergs ist.
Anfangs verläuft die Oster, die bis Fürth von der Ostertalbahn begleitet wird, ostwärts nach Oberkirchen und durchfließt dann diesen Ort, in dem sie von der Talbrücke Oberkirchen überquert wird, in Richtung Süden. Fortan verläuft der Bach in dieser Richtung weiter nach Hoof und dann entlang der B 420 über Marth und Niederkirchen nach Werschweiler, wo er den Naturpark Saar-Hunsrück verlässt. Dann fließt sie über Dörrenbach und Fürth nach Hangard.
Schließlich mündet die Oster, die auf ihren letzten Bachkilometern nun westwärts fließt, nach 210 m Höhenunterschied in Wiebelskirchen in die von Norden kommende Blies.

### Zuflüsse
- Salzgraben, von links
- Hupp, von links
- Nobelbach, von links kurz vor Oberkirch
- Dünkelbach, von links in Oberkirch
- Aubach, von links in Oberkirch
- Wilmesbach, von rechts in Haupersweiler
- Selchenbach, von links nach Haupersweiler
- Neuwiesbach, von rechts
- Sickelmeesbach, von rechts
- Brombach, von links in Osterbrücken
- Lochbach, von rechts bei Osterbrücken
- Diesenbach, von links durch Osterbrücken
- Betzelbach, von rechts vor Marth
- Ulmbach, von links bei Marth
- Bubbach, von links in Saal
- Wöllmesfloß, von links in Saal
- Dornbach, von rechts in Niederkirchen
- Tiefenbach, von rechts nach Niederkirchen
- (Werschweiler) Lautenbach, von rechts in Werschweiler
- Brühl, von rechts nach Werschweiler
- Breischbach, von rechts vor Dörrenbach
- Labach, von links gegenüber Dörrenbach
- Dörrenbach, von links in Dörrenbach
- Selgenbach, von rechts gegenüber Fürth
- Herbelsbach, von links nach Fürth
- Brillenbach, von links
- Mühlwaldgraben, von rechts
- Steinbach, von rechts nahe Steinbach
- Lautenbach, von links
- Schwandrechbach, von links
- Kerbach, von rechts
- Kesselbach, von links
- Ochsenfeldbach, von links gegenüber Hangard
- Hangarder Saubach, von links in Hangard
- Dietzlochbächelche, von links nach Hangard
- Dietzbach, von links
- Alswiesbach, von rechts
- Allenbach, von links in Wiebelskirchen

## Geschichte
Nachdem sie in den 1930er-, 1960er- sowie in den 1970er-Jahren über weite Strecken begradigt wurde, renaturierte man die Oster seit 1990 abschnittsweise. Ab 1934 errichtete man entlang des Bachs die nach ihm benannte Ostertalbahn.